# Cuevas de Provanco
Cuevas de Provanco es un municipio de España, en la provincia de Segovia, comunidad autónoma de Castilla y León, muy cerca de los límites con las provincias de Burgos y Valladolid. Tiene una superficie de 38,44 km².
En el municipio nace el río Botijas, afluente del Duero, cerca de Corrales de Valdeperniega y pasa por el lado oeste el pueblo. El pueblo está en la ladera de un cerro en cuya cima se encuentra la iglesia parroquial. Sus calles son estrechas y empinadas y algunas de sus casas todavía muestran un cierto aire medieval. Conserva los restos de un castillo. En arquitectura religiosa cuenta con dos ermitas, la de San Roque y la de San Adrián más la iglesia dedicada a la Vera Cruz o Invención de la Cruz.
Es municipio independiente desde el 21 de diciembre de 1989, perteneciendo hasta entonces, en calidad de Entidad Local Menor, al municipio de Sacramenia.

## Geografía

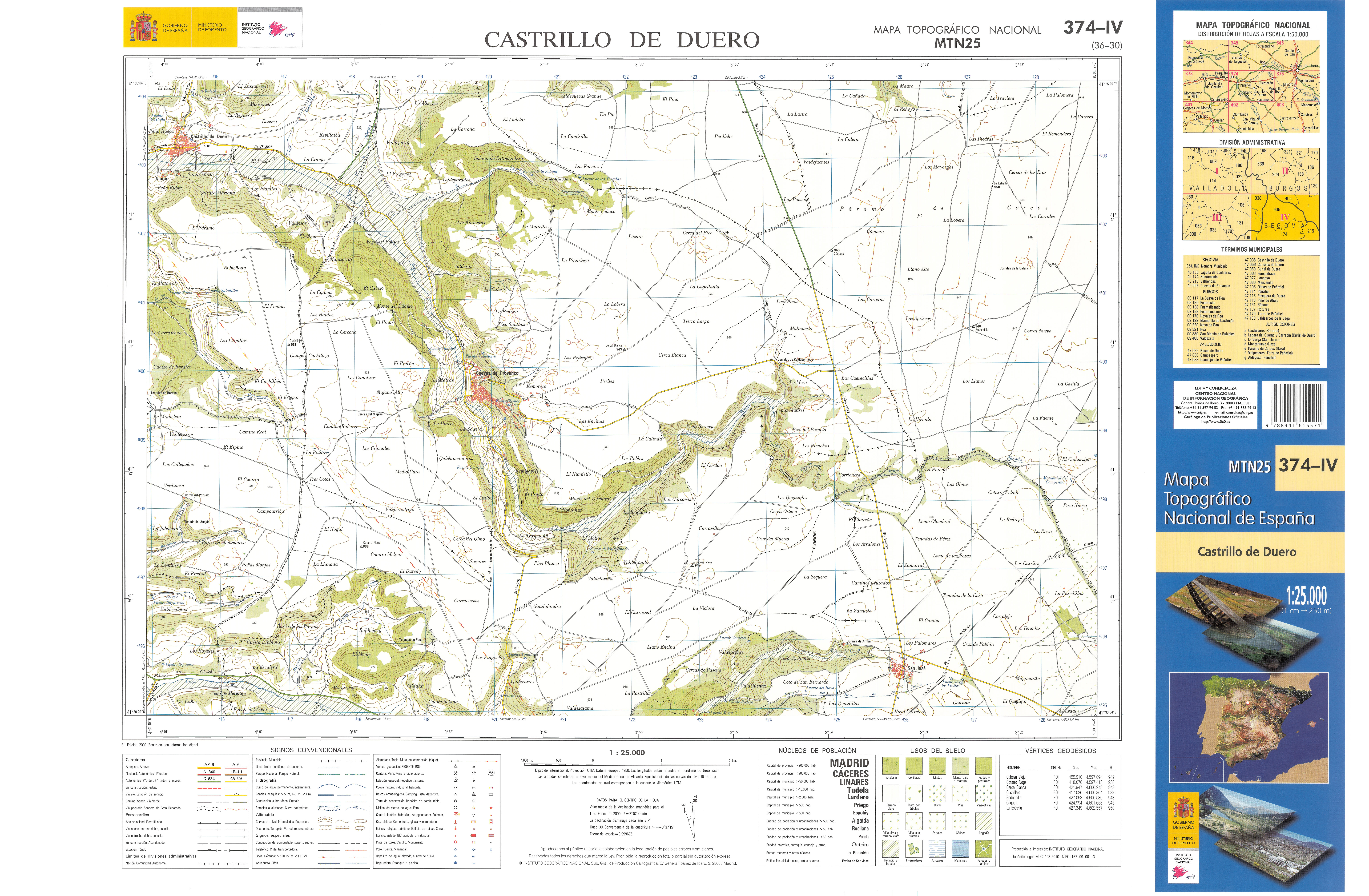
Fragmento de la hoja 374 del Mapa Topográfico Nacional de España de 2009 en el que se representa Cuevas de Provanco

La localidad de Cuevas de Provanco se encuentra situada en la zona central de la península ibérica, en el extremo norte de la provincia de Segovia, tiene una superficie de 38,44 km², y sus coordenadas son 41°32′32″N 3°57′44″O / 41.54222, -3.96222.
| Noroeste: Castrillo de Duero | Norte: Nava de Roa | Noreste: Valdezate  |
| Oeste: Olmos de Peñafiel     |                    | Este: Haza          |
| Suroeste: Rábano             | Sur: Sacramenia    | Sureste: Valtiendas |

### Clima
El clima de Cuevas de Provanco es mediterráneo continentalizado, como consecuencia de la elevada altitud y su alejamiento de la costa, sus principales características son:
- La temperatura media anual es de 11,40 °C con una importante oscilación térmica entre el día y la noche que puede superar los 20 °C. Los inviernos son largos y fríos, con frecuentes nieblas y heladas, mientras que los veranos son cortos y calurosos, con máximas en torno a los 30 °C, pero mínimas frescas, superando ligeramente los 13 °C. El refrán castellano "Nueve meses de invierno y tres de infierno" lo caracteriza a la perfección.

- Las precipitaciones anuales son escasas (422,80mm) pero se distribuyen de manera relativamente equilibrada a lo largo del año excepto en el verano que es la estación más seca (70,70mm). Las montañas que delimitan la meseta retienen los vientos y las lluvias, excepto por el oeste, donde la ausencia de grandes montañas abre un pasillo abierto al océano Atlántico por el que penetran la mayoría de las precipitaciones que llegan a Cuevas de Provanco.

| Precipitaciones por estación (mm) |        |        |          |        |
| Primavera                         | Verano | Otoño  | Invierno | TOTAL  |
| 121,30                            | 70,70  | 123,10 | 107,60   | 422,80 |

En la clasificación climática de Köppen se corresponde con un clima Csb (oceánico mediterráneo), una transición entre el Csa (mediterráneo) y el Cfb (oceánico) producto de la altitud. A diferencia del mediterráneo presenta un verano más suave, pero al contrario que en el oceánico hay una estación seca en los meses más cálidos.
| Parámetros climáticos promedio de Peñafiel en el periodo 1978-2003                                                                            | Parámetros climáticos promedio de Peñafiel en el periodo 1978-2003 | Parámetros climáticos promedio de Peñafiel en el periodo 1978-2003 | Parámetros climáticos promedio de Peñafiel en el periodo 1978-2003 | Parámetros climáticos promedio de Peñafiel en el periodo 1978-2003 | Parámetros climáticos promedio de Peñafiel en el periodo 1978-2003 | Parámetros climáticos promedio de Peñafiel en el periodo 1978-2003 | Parámetros climáticos promedio de Peñafiel en el periodo 1978-2003 | Parámetros climáticos promedio de Peñafiel en el periodo 1978-2003 | Parámetros climáticos promedio de Peñafiel en el periodo 1978-2003 | Parámetros climáticos promedio de Peñafiel en el periodo 1978-2003 | Parámetros climáticos promedio de Peñafiel en el periodo 1978-2003 | Parámetros climáticos promedio de Peñafiel en el periodo 1978-2003 | Parámetros climáticos promedio de Peñafiel en el periodo 1978-2003 |
| Mes | Ene.                                                               | Feb.                                                               | Mar.                                                               | Abr.                                                               | May.                                                               | Jun.                                                               | Jul.                                                               | Ago.                                                               | Sep.                                                               | Oct.                                                               | Nov.                                                               | Dic.                                                               | Anual                                                              |
| --- | ------------------------------------------------------------------ | ------------------------------------------------------------------ | ------------------------------------------------------------------ | ------------------------------------------------------------------ | ------------------------------------------------------------------ | ------------------------------------------------------------------ | ------------------------------------------------------------------ | ------------------------------------------------------------------ | ------------------------------------------------------------------ | ------------------------------------------------------------------ | ------------------------------------------------------------------ | ------------------------------------------------------------------ | ------------------------------------------------------------------ |
| Temp. media (°C) | 3.60                                                               | 5.20                                                               | 8.20                                                               | 9.40                                                               | 13.80                                                              | 18.10                                                              | 21.40                                                              | 21.40                                                              | 17.40                                                              | 12.20                                                              | 7.20                                                               | 4.60                                                               | 11.90                                                              |
| Precipitación total (mm) | 37.90                                                              | 25.70                                                              | 24.70                                                              | 45.40                                                              | 51.20                                                              | 30.80                                                              | 19.00                                                              | 21.00                                                              | 30.10                                                              | 48.80                                                              | 44.20                                                              | 44.00                                                              | 422.80                                                             |
| Fuente: Ministerio de Agricultura, Alimentación y Medio Ambiente. Datos de precipitación y temperatura para el periodo 1978-2003 en Peñafiel. |                                                                    |                                                                    |                                                                    |                                                                    |                                                                    |                                                                    |                                                                    |                                                                    |                                                                    |                                                                    |                                                                    |                                                                    |                                                                    |

La inversión térmica es frecuente en Cuevas de Provanco, especialmente en invierno, en situaciones anticiclónicas fuertes que impiden el ascenso del aire y concentran la poca humedad en el valle, dando lugar a nieblas persistentes y heladas. Este fenómeno finaliza cuando al calentarse el aire que está en contacto con el suelo se restablece la circulación normal en la troposfera; suele ser cuestión de horas, pero en condiciones meteorológicas desfavorables la inversión puede persistir durante días.

## Geografía humana

### Demografía
| Gráfica de evolución demográfica de Cuevas de Provanco entre 1842 y 1960 |
| |
| Población de derecho según los censos de población del INE Población de hecho según los censos de población del INEEn este censo se denominaba Cuevas de Perobanco: 1842 Entre el censo de 1970 y el anterior, este municipio desaparece porque se integra en el municipio 40174 (Sacramenia)- Reaparece en el censo de 1991 recibiendo oficialmente el Código 905 |

Cuenta con una población de 132 habitantes (INE 2024).
| Gráfica de evolución demográfica de Cuevas de Provanco entre 1991 y 2021 |
| |
| Población de derecho según los censos de población del INE Población de hecho según los censos de población del INEEntre el censo de 1991 y el anterior, aparece este municipio porque se segrega del municipio 40174 (Sacramenia).- Ver en 509 datos anteriores a 1970 |

| 254           | 228 | 196 | 179 | 157 | 157 | 151 | 142 | 142 | 135 | 130 | 129 |
| (Fuente: INE) |     |     |     |     |     |     |     |     |     |     |     |

## Administración y política
| Periodo   | Nombre                                                           | Partido           |
| --------- | ---------------------------------------------------------------- | ----------------- |
| 1987-1991 | Joaquín Mate Andrés (1989-1990)Mariano Lázaro Lázaro (1990-1991) | Ind. ELM Com.Gest |
| 1991-1995 | Mariano Lázaro Lázaro                                            | PP                |
| 1995-1999 | Antonio González Mate                                            | PP                |
| 1999-2003 | Santos González Melero                                           | PP                |
| 2003-2007 | Antonio González Mate                                            | PP                |
| 2007-2011 | Juan Carlos Andrés González                                      | PP                |
| 2011-2015 | Juan Carlos Andrés González                                      | PP                |
| 2015-2019 | Juan José González Villar                                        | PP                |
| 2019-2023 | Juan Carlos Andrés González                                      | PP                |
| 2023-act. | José Antonio Arranz Melero                                       | PP                |

## Monumentos y lugares de interés

### Iglesia de la Invención de la Cruz

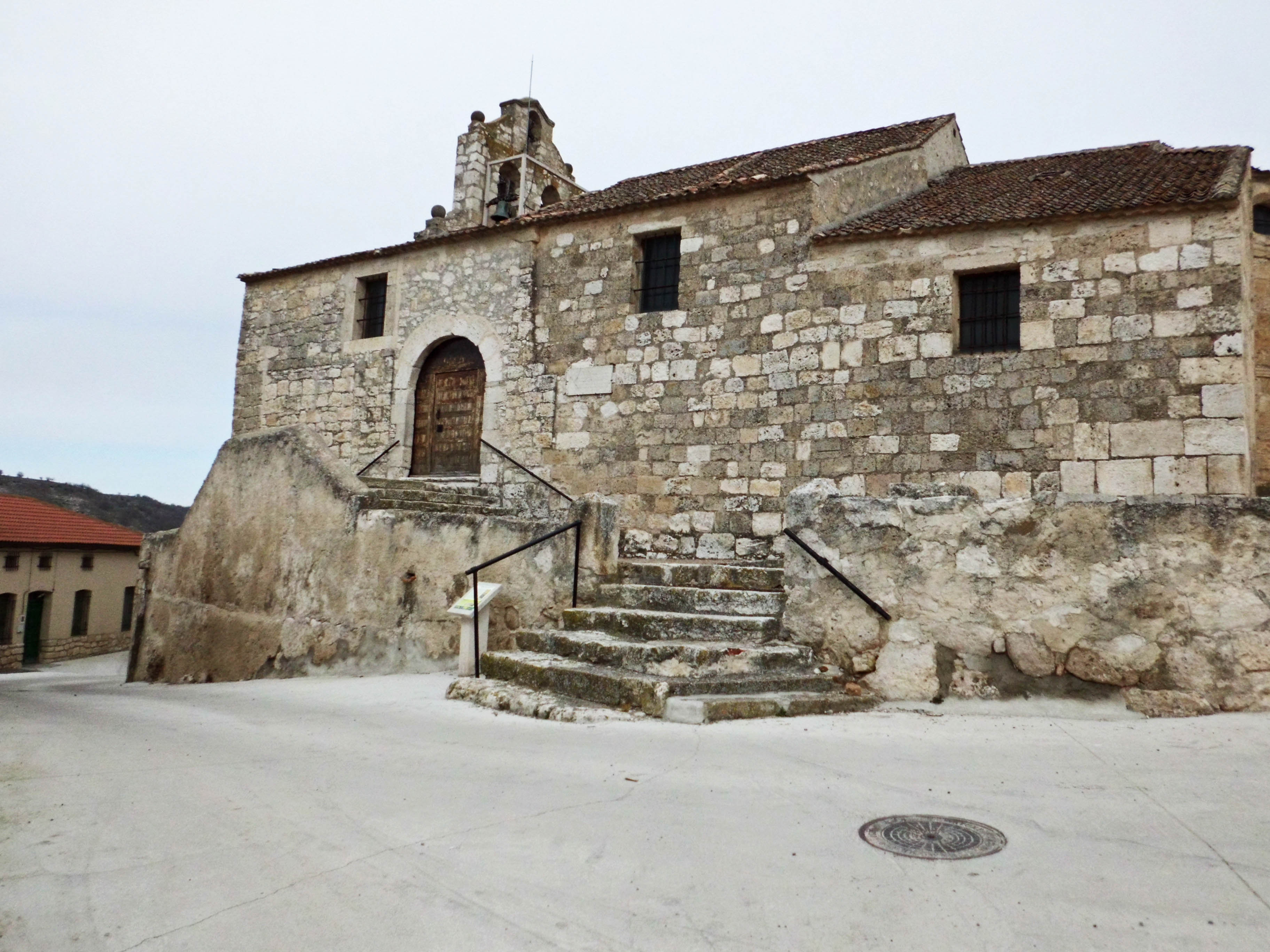
Iglesia de la Invención de la Cruz. Muro sur con el acceso de la escalinata la cerca y la puerta de entrada de arco de medio punto. Se ve la calle en nivel inferior.

Llamada también de la Vera Cruz, es una iglesia de factura románica con alteraciones diversas llevadas a cabo en los siglos siguientes. Tuvo una torre que se vino abajo en el año 1946 y que no se volvió a levantar. Por el contrario se aprovechó su primer cuerpo para ubicar en él la nueva sacristía y sobre este piso se edificó la espadaña para campanas. Tuvo también una galería porticada al estilo de las iglesias segovianas, que se modificó a mediados del siglo XX para crear una nave lateral.